# 瓢箪島

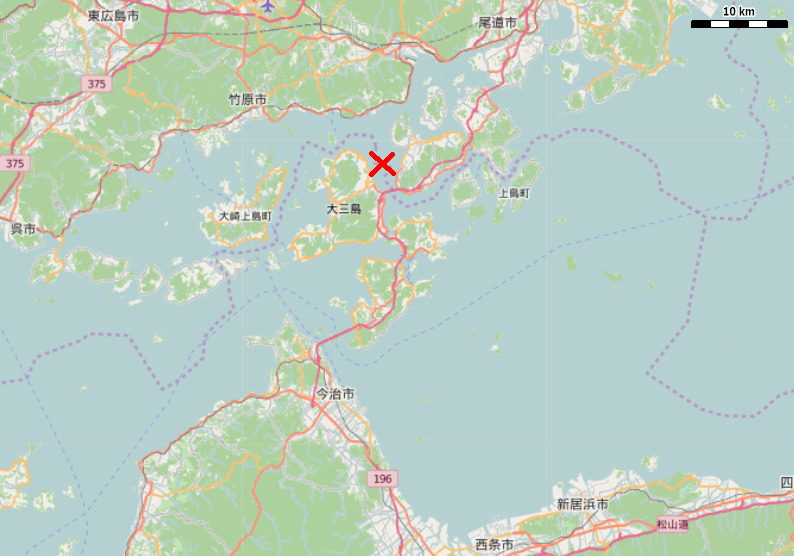
周辺

瓢箪島（ひょうたんじま）は瀬戸内海に浮かぶ無人島。広島県と愛媛県の県境にある。国の登録記念物。
なお瓢箪島の他に、黒島（くろしま）の名もある。伊能忠敬『日本實測録』には「黒島、〈又呼瓢簟島〉」と表記されており、古くは黒島が正式呼称であった。しかし、国土地理院が公開する地形図では文字が判読できる1965年以降のものでは「瓢箪島」表記のみとなっている。

## 地理
広島県の生口島と愛媛県の大三島との中間に位置する。島のほぼ中央を東西に県境が横切り、島の北半分が広島県尾道市瀬戸田町垂水に、南半分が愛媛県今治市上浦町井口に属する。
周囲約700m。最高峰は南側の丘で35.2 m（三等三角点の標高は、34.9 m）、北側の丘が23.4 m。ヒョウタンの名の通り中央付近がくびれている。

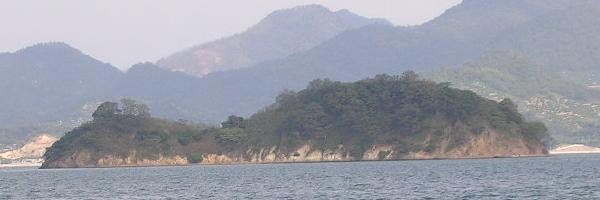
左（北）が広島県、右（南）が愛媛県。愛媛県側から撮影。
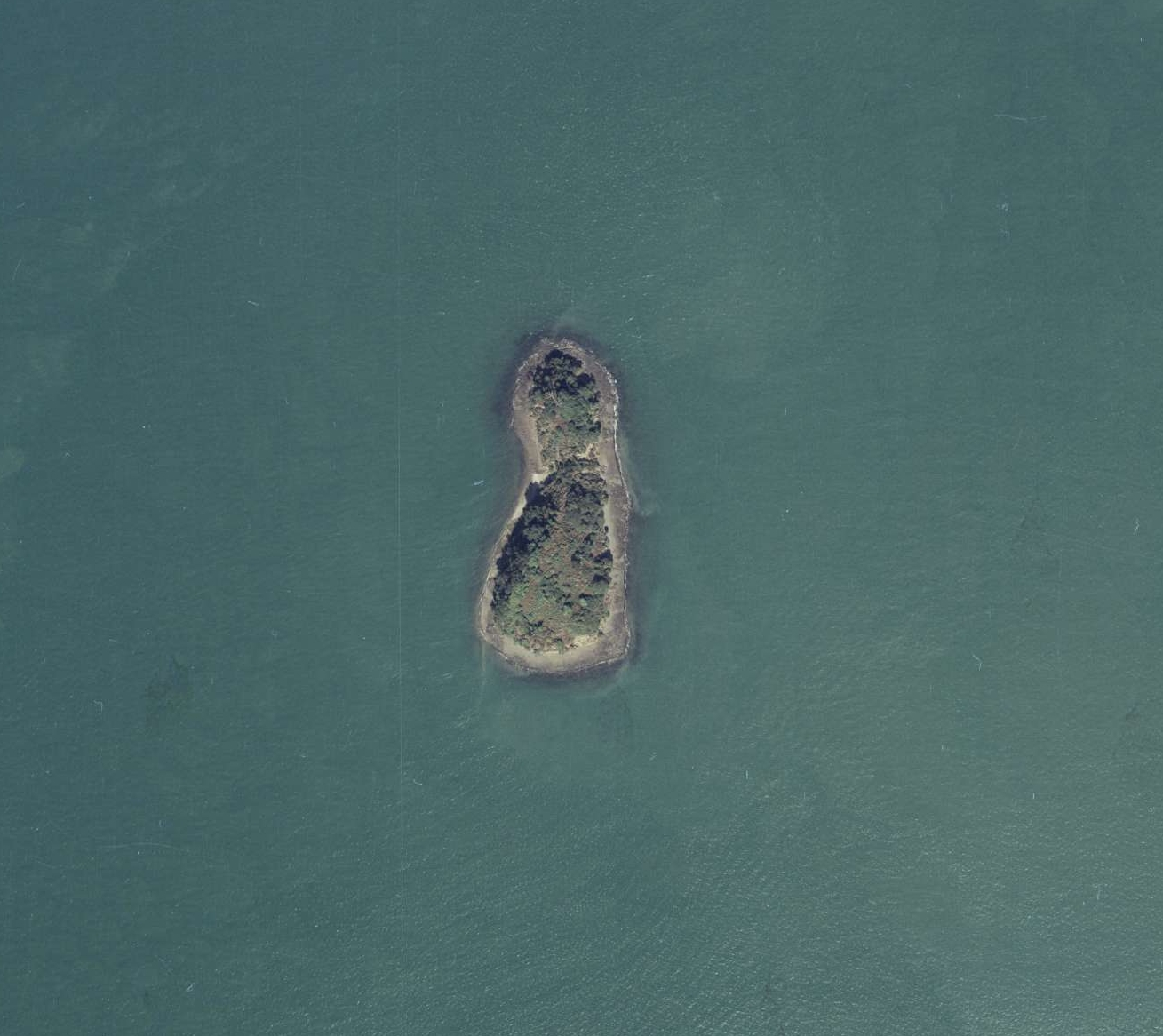
上（北）が広島県、下（南）が愛媛県。1981年[4]。

## 沿革
民話によると、この周辺は良質な漁場であったため古くから権利紛争が行われてきた。ひょうたんの形になった伝承も存在する。この島の権利でもめた生口島・大三島それぞれの島民はそれぞれの島の神様に相談すると、これをかけて神様たちは綱引きをすることになった。神様たちがお互いに綱を引くと島の中央がくびれてしまった。懸命に綱を引く神様たちと変形する島の形を見て案じた島民たちは神様たちに止めるよう頼み和解した。そこから島はひょうたん状になり、北が生口島、南が大三島として中央で境ができたという。
また伝承によると、境界紛争はその後も続きその都度調査が行われてきたという。現在も残る境界石は明治時代に建立されたもの。
生口島垂水地区にはこの小島の舟歌が残る。
島は紛争の場ではあったものの大切に扱われ、森林伐開などされず手付かずのまま景観は残されてきた。生口島住民のレクリエーションの場でもあったとの証言もある。
1964年から放送開始した人形劇『ひょっこりひょうたん島』が人気になると、作者らはそのモデルがどこか明言していなかったことから、この島がモデルではないかと注目された。1989年には高根島の船大工が島の模型を作り垂水地区住民が『ひょっこりひょうたん島』の扮装をして、ひろしまフラワーフェスティバルのパレードに参加している。
2013年3月27日、国の登録記念物（名勝地）に登録された。

## 眺望点
無人島であり、島と直接行き来できる交通手段はない。以下、島を眺望できる地点について述べる。
- 広島県側（生口島）から
瀬戸田サンセットビーチが撮影ポイント。
生口島垂水港から観光遊覧船が出ている。
- 愛媛県側（大三島）から
井ノ口港（上浦港）からも目にすることができるが、 大三島ICを降りて海岸線沿いに北に4km程走ると、瓢箪形がはっきりしとわかる撮影ポイントに休憩場・「潮彩の音　泊休憩所」が設置されている。
- その他

しまなみ海道の多々羅大橋からも見ることができる。ただしこの場合南側から見る形になり、瓢箪形には見えない。

## 参考資料
- 瓢箪島（ひょうたんじま） - 広島県教育委員会
- 瓢箪島（ひょうたんじま） - 愛媛県教育委員会